# Joachim Christian Vibe
Joachim Christian Vibe (født 7. september 1749, død 11. februar 1802) var en norsk officer og amtmand. 
Vibe var en ældre broder af generalkrigskommissær Ditlev Vibe og født i Lier ved Drammen 7. september 1749. Han valgte den militære løbebane, blev artilleriofficer og var som sådan i det mindste i årene 1785-86 bosat i Frederiksstad i Norge. 
I 1795 blev han amtmand over Vesteramtet på Island, hvor han døde 11. februar 1802. Efter en i latinsk lapidarstil affattet karakteristik af Finn Magnussen at dømme, må han have været meget afholdt af islænderne, «hvis Sag han mandigen talte». Han er for øvrigt især bleven bekendt som et fremtrædende medlem af det norske litterære Selskab». Rahbek (Erindr. IV, 4. 136) kalder ham «den hvasseste og maaske den vittigste af Selskabets gamle Ordførere». Han skal have skrevet en del Vers af mindre betydning. De udfald mod ham, som Levin har gjort i sin udgave af Wessel, er langtfra tilstrækkelig begrundede. Han blev gift i Onsø 2. december 1784 med Ingeborg Christine Hirsch. En dattersøn af ham var den norske Statsminister Christian August Selmer.